# Scott Stapp
Scott Alan Stapp (Orlando, 8 agosto 1973) è un cantautore e filantropo statunitense.
È famoso soprattutto per essere il cantante ed il compositore dei testi della rock band statunitense Creed, di cui è oltretutto il fondatore. Il suo primo album da solista, The Great Divide, è stato pubblicato nel 2005. Il secondo album solista, Proof of Life, è stato pubblicato nel 2013, nel 2017 ha pubblicato The Madness con il supergruppo Art of Anarchy.
Stapp ha ricevuto diversi riconoscimenti, tra cui un Grammy Award per la canzone dei Creed With Arms Wide Open, dedicata dal cantante al proprio figlio, oltre a numerose certificazioni della RIAA. Nel 2006, la rivista musicale Hit Parader ha inserito Scott Stapp al 68º posto nella classifica dei 100 migliori cantanti metal di sempre.

## Biografia

### Infanzia ed educazione
Stapp nasce col nome di Anthony Scott Flippen ad Orlando, in Florida, l'8 agosto del 1973. Sua madre, Lynda, è un'insegnante di scuola; poco e nulla si sa circa il suo padre biologico. Viene adottato da Steven Stapp, un dentista che ha sposato la madre di Scott, e decide di prendere il cognome del patrigno. Tuttavia, resosi conto che le iniziali del suo nome completo (Anthony Scott Stapp) avrebbero formato la parola "ass" (culo), decide di cambiare il proprio nome in Scott Alan Stapp.
Scott cresce in una famiglia parecchio religiosa, dato che il suo patrigno è un ministro pentecostale (una forma di protestantesimo). Se fosse stato punito, sarebbe stato costretto a copiare i passi della Bibbia. Ad un certo punto, è così esasperato dalle rigide regole religiose impostegli dal patrigno che, per trovare un po' di libertà, scappa da casa nel cuore della notte e va a vivere da un amico per circa un mese prima di tornare di nuovo a casa del padre adottivo. Nel tentativo di impressionare il patrigno, frequenta il prestigioso Lee College di Cleveland, nel Tennessee, ma viene espulso per aver fumato della marijuana. Successivamente frequenta il Valencia Community College ad Orlando, in Florida, il Tallahassee Community College e, infine, la Florida State University.

### Carriera
A 22 anni, Stapp capisce di voler far parte di una band. Ispirato dal suo idolo Jim Morrison, si trasferisce a Tallahassee in Florida alla ricerca di musicisti con le sue stesse influenze. Poco prima aveva incontrato un vecchio amico di scuola, il chitarrista Mark Tremonti e insieme avevano formato i Naked Toddler, che in seguito saranno ricordati come la prima incarnazione dei Creed.
Nel 1997 con Scott Phillips alla batteria e Brian Marshall al basso, e dopo aver firmato un contratto con la Wind-Up Records, i Creed incidono il loro primo album, My Own Prison. La fortuna commerciale li accompagna da subito: l'album piace e vende molto bene ed il tour promozionale li porta a percorrere gli States da costa a costa ed a diventare una delle giovani band più amate negli States. Con il disco di debutto infrangono tutti i record e producono singoli da primi posti in classifica. Due anni dopo arriva la seconda prova, Human Clay che vende undici milioni di copie soltanto negli Stati Uniti. Nel 2001 la band incide il terzo ed ultimo album, Weathered, in cui, per problemi con il resto dei componenti della band, non compare più il bassista Brian Marshall. Ciononostante la fortuna è sempre dalla loro: Weathered vende 887 000 copie solo nella prima settimana e viene certificato per quadruplo disco di platino alla fine del mese. Per il tour, al basso viene chiamato Bret Hestla, vecchia conoscenza della band.
Nonostante la frenesia degli anni di tour, Scott si ritaglia anche il tempo per le sue altre passioni: innanzitutto suo figlio, Jagger, nato nel 1998, cui dedica "With Arms Wide Open" singolo vincitore di un Grammy Awards (Best rock song del 2001). La canzone dà il nome alla fondazione di Scott, che dal 2000 si occupa del benessere e della salvaguardia della vita dei bambini. La "With Arms Wide Open Foundation" è solo una delle opere benefiche che Scott mette in atto in questi anni.
In questi anni i Creed arrivano a sciogliersi e Scott intraprende la carriera solista. Gli altri membri del gruppo richiamano il vecchio bassista (Brian Marshall) e danno vita ad un nuovo progetto musicale con un nuovo cantante (Myles Kennedy) gli Alter Bridge. Nel 2003 la Wind-Up annuncia che Scott sta lavorando su un album solista che verrà poi annunciato e pubblicato il 22 novembre del 2005.
The Great Divide ebbe un ottimo successo, e ricevette il disco di platino il 14 dicembre 2005.
Il 27 aprile 2009, i Creed annunciano di avere dei piani per un nuovo album. Intitolato Full Circle, il disco viene pubblicato nell'ottobre 2009. Per supportare l'uscita dell'album, i Creed iniziarono un tour mondiale, che toccò varie città di America, Europa e Australia tra l'estate 2009 e il 2010.
Il 18 settembre 2013, Stapp annuncia la pubblicazione del suo secondo album da solista, Proof of Life, pubblicato il 5 novembre 2013.
Nel 2014, Stapp ha affermato che la band era ancora unita.
Il 17 luglio 2023, i Creed hanno annunciato che si riuniranno per i loro primi concerti dopo 12 anni nel 2024, salpando con la crociera 'Summer of '99' nell'aprile 2024.
Il 15 marzo 2024 pubblicherà il suo quarto album da solista, Higher Power, tramite Napalm Records. 

## Vita privata
Nel 1997, Stapp sposò Hillaree Burns. Si sposarono per 16 mesi e divorziarono nel 1998. Stapp ha un figlio, Jagger, con Burns. Dopo il divorzio della coppia, Stapp ha mantenuto la custodia di Jagger.
L'11 febbraio 2006, Stapp ha sposato la modella e campionessa Miss New York USA 2004 Jaclyn Nesheiwat. Hanno una figlia. La coppia ha dato il benvenuto a un figlio, Daniel Issam, il 4 luglio 2010.
Nel novembre 2014, la moglie di Stapp, Jaclyn, ha chiesto il divorzio. Più tardi quel mese, Stapp ha pubblicato un video su Facebook in cui ha rivelato di essere un senzatetto e di affrontare la povertà.
A Scott Stapp viene diagnosticato il disturbo bipolare e ha in seguito commentato che la diagnosi era "un grande segno di sollievo, perché finalmente, abbiamo avuto una risposta".

### Problemi legali
Nel luglio 2002, Stapp è stato arrestato dalla polizia della Florida e accusato di guida spericolata dopo aver guidato il SUV fuori strada prima di rientrare nella corsia giusta. È stato rilasciato dalla custodia dopo aver pagato una cauzione di 500 dollari.
Fu anche arrestato il 12 febbraio 2006, un giorno dopo il suo secondo matrimonio, per sospetta ubriachezza.
Il 20 maggio 2007, è stato accusato di aggressione derivante da un episodio di violenza domestica e poi arrestato. In seguito, Stapp fu liberato sotto rilascio controllato. Stapp si è scusato con la moglie in pubblico il 23 maggio 2007 e l'accusa è stata successivamente ritirata.
Un sex tape che mostra Stapp e Kid Rock mentre ricevono del sesso orale da un gruppo di groupie su un tour bus nel 1999 è diventato pubblico nel 2006. In un'intervista sul video di 45 minuti, Stapp ha detto di non credere che il sesso orale fosse sesso reale. Stapp dice che lui e Kid Rock non hanno più parlato da quando il nastro è diventato pubblico.

### Tentativi di suicidio
Nel 2003, sotto l'effetto del prednisone, ha contemplato il suicidio, convinto che chiunque fosse coinvolto nei Creed lo volesse morto, così da diventare un «martire come Kurt Cobain» e aumentare le vendite dei dischi.
Nel 2006, tenta il suicidio a Miami, lanciandosi dall'attico dell'hotel Delon.

## Discografia

### Solista
- 2005 – The Great Divide
- 2013 – Proof of Life
- 2019 – The Space Between the Shadows
- 2024 – Higher Power

### Con i Creed
- 1997 – My Own Prison
- 1999 – Human Clay
- 2001 – Weathered
- 2009 – Full Circle

### Con gli Art of Anarchy
- 2017 – The Madness